# Linda Gary
Linda Gary, nata Linda Gary Dewoskin (Los Angeles, 4 novembre 1944 – North Hollywood, 5 ottobre 1995), è stata una doppiatrice e attrice statunitense.

## Filmografia parziale

### Doppiatrice
Cinema
- Wolfen, la belva immortale (Wolfen) (1981)
- Il segreto della spada (The Secret of the Sword) (1985)
- I sogni di Pinocchio (Pinocchio and the Emperor of the Night) (1987)
- Top Cat e i gatti di Beverly Hills (Top Cat and the Beverly Hills Cats) (1988)
- Biancaneve - E vissero felici e contenti (Happily Ever After) (1989)
- Nei panni di una bionda (Switch) (1991)
- Alla ricerca della Valle Incantata 2 (The Land Before Time II: The Great Valley Adventure) (1994)
- Alla ricerca della Valle Incantata 3 - Il mistero della sorgente (The Land Before Time III: The Time of the Great Giving) (1995)
- Alla ricerca della Valle Incantata 4 - La terra delle nebbie (The Land Before Time IV: Journey Through the Mists) (1996)

Televisione
- Tarzan and the Super 7 (1978-1979)
- Tarzan, signore della giungla (Tarzan, Lord of the Jungle) (1976-1979)
- Hero High (1981)
- L'Uomo Ragno (Spider-Man) (1981-1982)
- The New Scooby-Doo Mysteries (1984)
- He-Man e i dominatori dell'universo (He-Man and the Masters of the Universe) (1983-1985)
- Galtar e la lancia d'oro (Galtar and the Golden Lance) (1985-1986)
- Ghostbusters (1986)
- She-Ra, la principessa del potere (She-Ra: Princess of Power) (1985-1987)
- I Puffi (The Smurfs) (1982-1989)
- Ritorno al futuro (Back to the Future: The Animated Series) (1991-1992)
- The Very Hungry Caterpillar and Other Stories (1993)
- Si salvi chi può! Arriva Dennis (Dennis and Gnasher) (1993)
- Spider-Man - L'Uomo Ragno (Spider-Man) (1994-1997)

### Attrice
- Permette? Rocco Papaleo, regia di Ettore Scola (1971)
- Cruising, regia di William Friedkin (1980)
- Il ragazzo e il poliziotto (Smokey Bites the Dust), regia di Charles B. Griffith (1981)